# Tom Holland (réalisateur)
Pour les articles homonymes, voir Tom Holland et Holland.
Tom Holland, né le 11 juillet 1943 à Poughkeepsie, est un réalisateur, scénariste et acteur américain . Il est spécialisé dans les films d'horreur. Il est notamment réalisateur de Vampire, vous avez dit vampire ?, Jeu d'enfant, le premier épisode de la série de Chucky, et de deux adaptations de Stephen King, La Peau sur les os et Les Langoliers. Il est l'oncle de Dexter Holland, chanteur du groupe The Offspring.

## Biographie
Il fait ses études supérieures à l'UCLA avant de suivre une formation d'acteur. Il apparaît dans quelques rôles mais n'arrive pas à percer et se reconvertit en scénariste à la fin des années 1970, écrivant notamment les scripts de Class 1984 (1982) et Psychose 2 (1983).
Il fait ses débuts à la réalisation avec la comédie horrifique Vampire, vous avez dit vampire ? (1985), pour lequel il remporte les Saturn Awards du meilleur film d'horreur et du meilleur scénariste. Il dirige ensuite notamment Jeu d'enfant (1988), premier film de la série des Chucky ainsi que deux adaptations de l'œuvre de Stephen King : Les Langoliers (1995) et La Peau sur les os (1996).

## Filmographie

### Réalisateur
- 1985 : Vampire, vous avez dit vampire ? (Fright Night)
- 1987 : Beauté fatale (Fatal Beauty)
- 1988 : Jeu d'enfant (Child's Play)
- 1989 : Les Contes de la crypte, saison 1, épisode 5 : L'Amour parfait (Lover Come Hack to Me)
- 1993 : Meurtre par intérim (The Temp)
- 1995 : Les Langoliers (TV)
- 1996 : La Peau sur les os (Thinner)
- 2007 : Les Maîtres de l'horreur, épisode Péchés de jeunesse (We All Scream for Ice Cream)
- 2019 : Rock Paper Dead

### Scénariste
- 1982 : Les Entrailles de l'enfer
- 1982 : Class 1984
- 1983 : Psychose 2
- 1984 : Jouer c'est tuer
- 1985 : Vampire, vous avez dit vampire ?
- 1988 : Jeu d'enfant
- 1995 : Les Langoliers (TV)
- 1996 : La Peau sur les os

### Acteur
- 1969 : Model Shop : Gerry
- 1970 : La Pluie de printemps (Walk in the Spring Rain) : Boy
- 1978 : L'Incroyable Hulk (saison 2, épisode 6) : Frank Silva
- 1983 : Psychose 2 : adjoint Norris
- 1994 : Le Fléau : Carl Hough
- 1995 : Les Langoliers : Harker
- 2010 : Butcher 2 : Bob